# 信濃川島駅
信濃川島駅（しなのかわしまえき）は、長野県上伊那郡辰野町大字上島にある、東日本旅客鉄道（JR東日本）中央本線（辰野支線）の駅である。
駅名の「川島」は、駅の周辺部にある横川地区の川と、上島地区の島を取って名付けたことに由来する。

## 歴史
- 1955年（昭和30年）4月1日：日本国有鉄道の駅として開業[1]。旅客営業のみ。
- 1961年（昭和36年）10月1日：行き違い設備を設置し、供用を開始[2]
- 1971年（昭和46年）8月1日：荷物の扱いを廃止[3]。無人駅となる[4]。
- 1987年（昭和62年）4月1日：国鉄分割民営化により、東日本旅客鉄道（JR東日本）の駅となる[5]。
- 2014年（平成26年）4月1日：東京近郊区間に編入される[6]。
- 2015年（平成27年）9月24日：駅構内のトイレを使用停止[7]。
- 2018年（平成30年）9月1日：辰野駅の業務委託化に伴い、管理駅の業務が塩尻駅に移管される。

## 駅構造
単式ホーム1面1線を有する地上駅である。辰野支線を含む中央本線全線で唯一交換設備を持たない。かつては相対式ホーム2面2線を有する構造であったが、1996年（平成8年）から1997年（平成9年）ごろにかけて上り側ホームが撤去されている。そのため、使用中のホームからは線路下の通路を渡って待合所に至る。
塩尻駅管理の無人駅となっている。自動券売機などは設置されていない。
2014年（平成26年）4月1日より東京近郊区間に編入され、Suicaなど交通系IC乗車券が岡谷駅と塩尻駅は導入されているのに対し、川岸 - 辰野 - 当駅 - 小野の旧線区間は引き続きエリア対象外となっている。

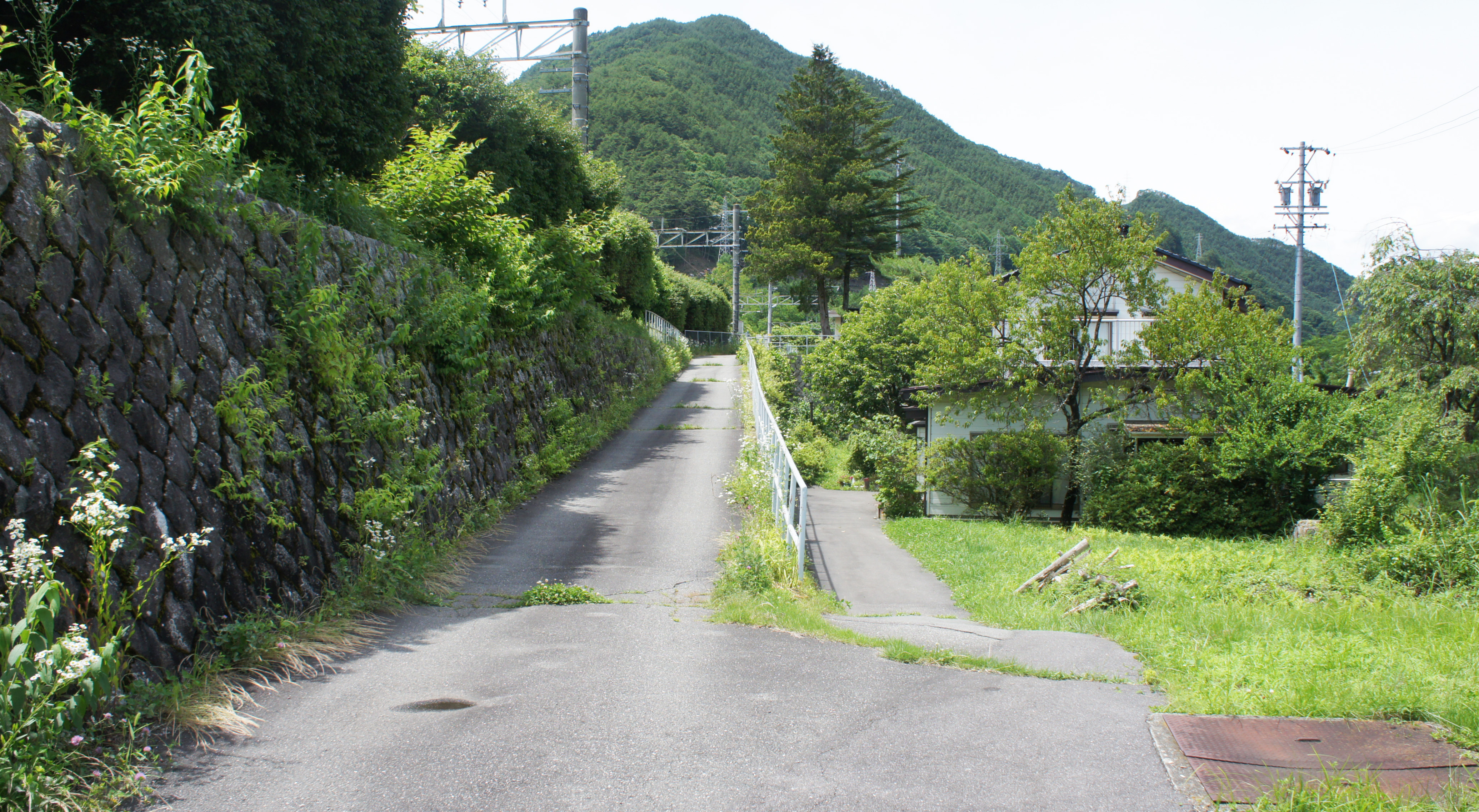
駅出入口（2021年7月）
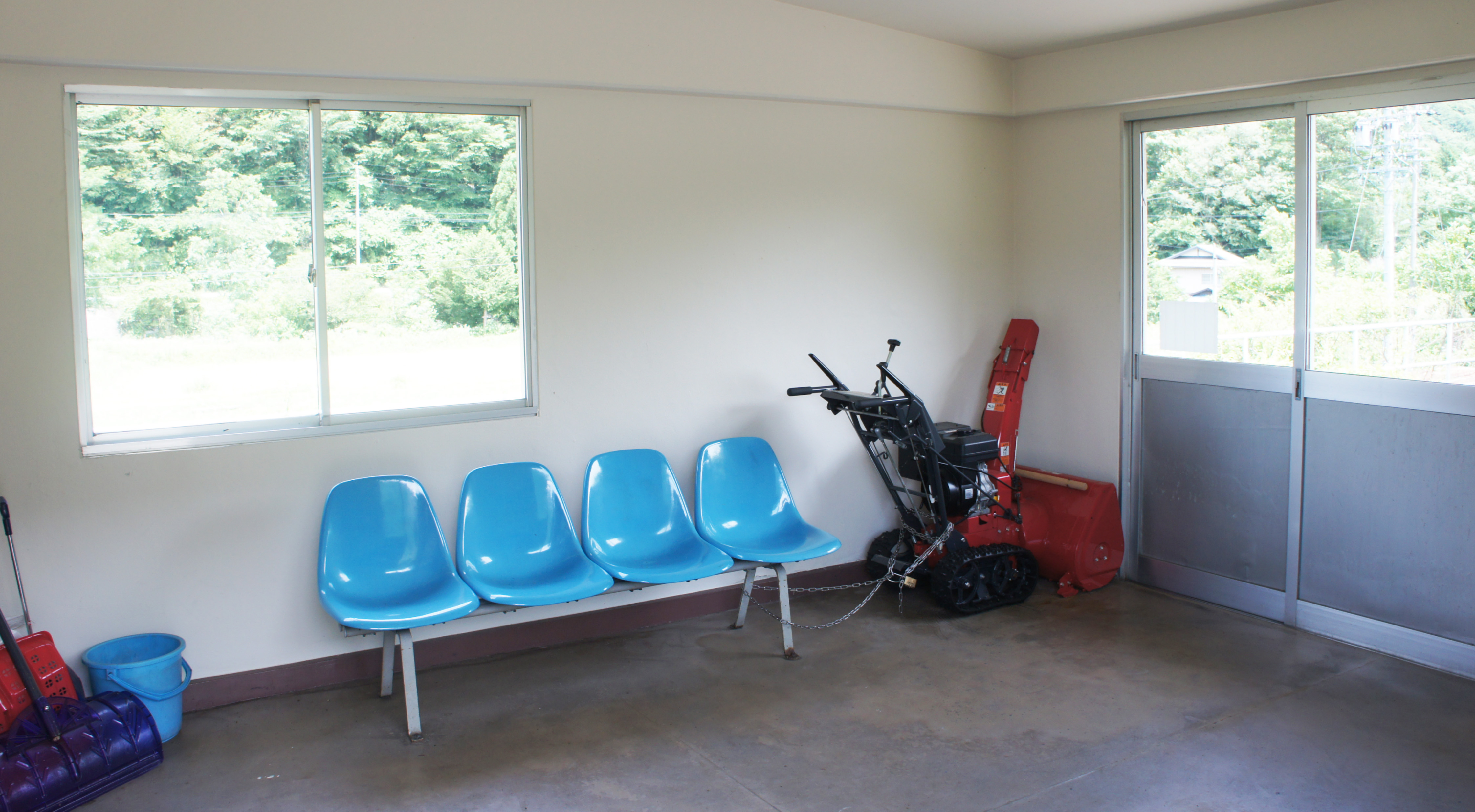
待合室内（2021年7月）
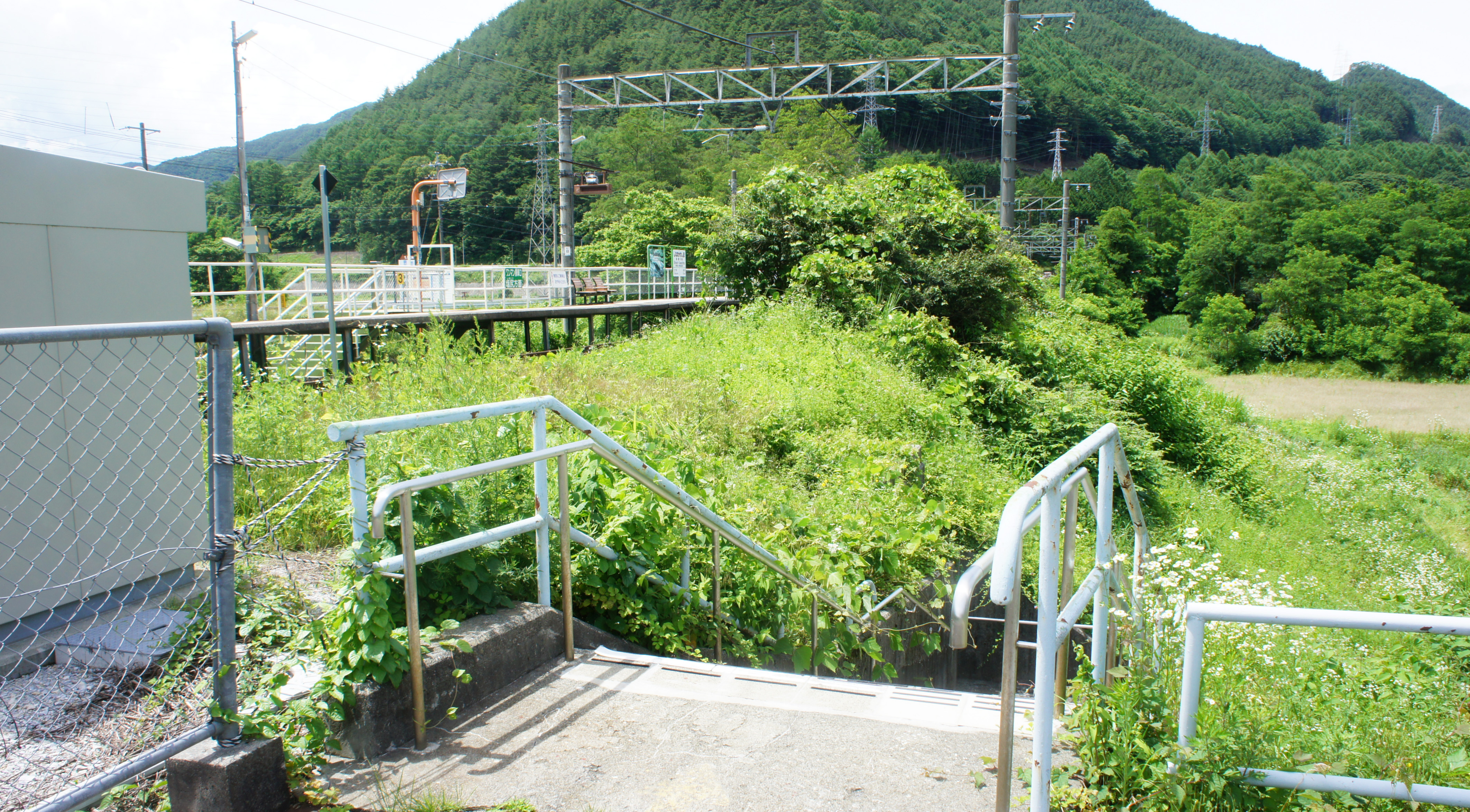
通路出入口（2021年7月）
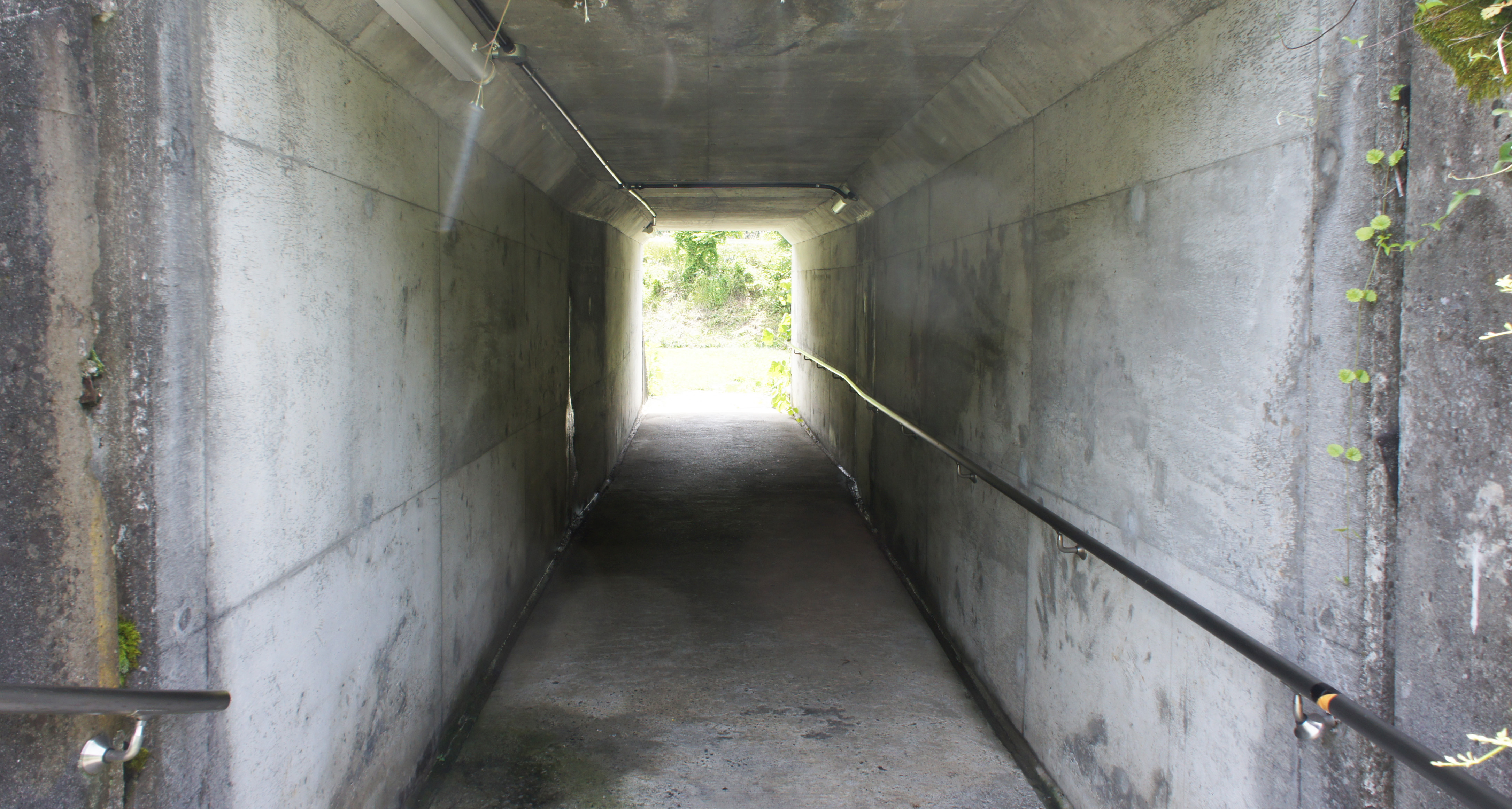
通路内（2021年7月）
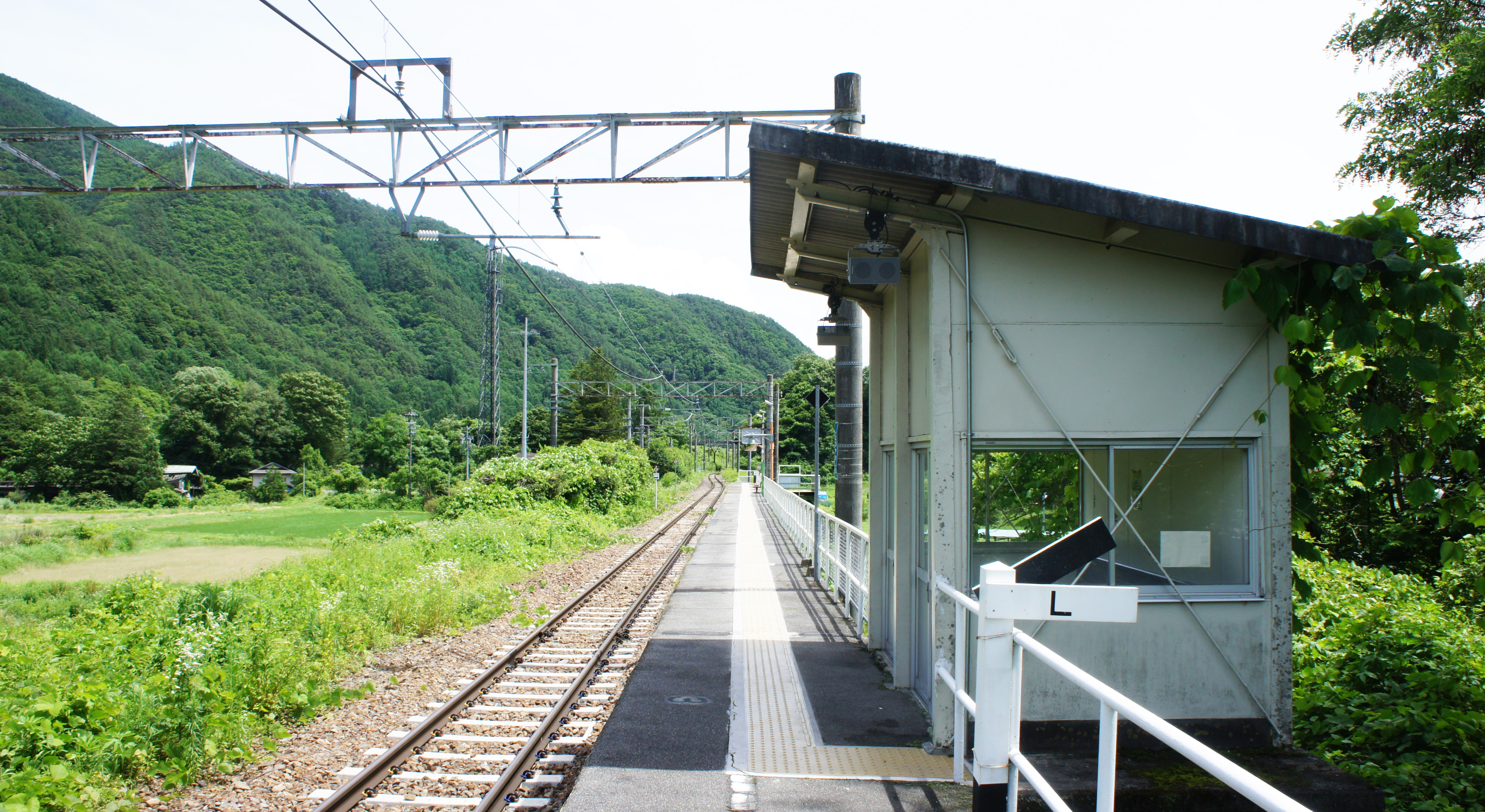
ホーム（2021年7月）

## 利用状況
「長野県統計書」によると、2009年度（平成21年度）- 2011年度（平成23年度）の1日平均乗車人員の推移は以下のとおりであった。なお、乗車人員は中央東線では最も少ないものとなっている。
| 乗車人員推移       | 乗車人員推移     | 乗車人員推移 |
| 年度               | 1日平均 乗車人員 | 出典         |
| ------------------ | ---------------- | ------------ |
| 2009年（平成21年） | 19               | [ 1 ]        |
| 2010年（平成22年） | 13               | [ 8 ]        |
| 2011年（平成23年） | 8                | [ 9 ]        |

## 駅周辺
駅付近に住宅、商店はほとんどない。4 ㎞離れたところに地区の中心がある。

### 西側
- 横川川
- 国道153号[1]
- 水上諏訪神社
- 上島普門院 観音堂
- 鞍馬神社
- かやぶきの里

### 東側
- 辰野町営バス「川島駅口」停留所 - 木曽沢、辰野駅方面
- 横川川
- 小野川
- 面足命社
- 宮ノ原神明宮

## 隣の駅
東日本旅客鉄道（JR東日本）
■中央本線（辰野支線）
辰野駅 - 信濃川島駅 - 小野駅